# Catedral de Nuestra Señora de Fátima (Kano)
La Catedral de Nuestra Señora de Fátima  o simplemente Catedral de Kano (en inglés: Cathedral of Our Lady of Fatima) es el nombre que recibe un edificio religioso perteneciente a la Iglesia Católica que se encuentra en la ciudad de Kano, una de las más grandes del país africano de Nigeria. Debe su nombre a la Virgen María que los católicos consideran la Madre de Dios, bajo la advocación de Nuestra Señora de Fátima.
La actual estructura fue establecida como iglesia parroquial en 1954 y obtuvo el estatus de Catedral en 1999 con la bula "Dilectas Afras" bajo el pontificado del papa Juan Pablo II. Funciona como la iglesia principal o iglesia madre de la diócesis de Kano (Dioecesis Kanensis) que empezó como  Mission “sui iuris” en 1991 y fue ascendida a Vicariato Apostólico en 1995 (bula papal Cum Missio).
El templo sigue el rito romano de la Iglesia Católica y esta bajo la responsabilidad del obispo John Namawzah Niyiring. 
En 2018 en esta iglesia se celebró una misa conmemorativa de los 100 años del catolicismo en el estado de Kano con la presencia de obispos y religiosos de todo el país.